# Lotnisko Bad Gandersheim
Lotnisko Bad Gandersheim (ICAO: EDVA) – lotnisko położone 2 kilometry na południe od Bad Gandersheim, w kraju związkowym Dolna Saksonia, w Niemczech.